# Gargantuoidea mecheli
Gargantuoidea mecheli är en insektsart som beskrevs av Ludwig Redtenbacher 1908. Gargantuoidea mecheli ingår i släktet Gargantuoidea och familjen Diapheromeridae. Inga underarter finns listade i Catalogue of Life.